# 天主教卡瓦德蒂雷尼聖三自治會院區
天主教卡瓦德蒂雷尼聖三自治會院區是天主教會在義大利一個自治會院區（本篤會），屬薩萊諾-坎帕尼亞-阿切爾諾總教區。此自治會院區是天主教會現存十一個自治會院區之一。會院始於1011年，由阿爾費利烏斯所建。教宗良十三世於1893年12月21日將修院的首四任院長封聖。拿破崙統治期間修道院被關閉，直到他戰敗。
從2013年1月19日起，原來由自治會院區轄下的三個堂區和兩個朝聖地轉由阿馬爾菲-卡瓦德蒂雷尼總教區管轄。自治會院區位於坎帕尼亞薩萊諾省，2004年有7,200名教友（佔轄區總人口100.0%）、四個堂區和十七名司鐸。現任院長為彌額爾·貝特魯澤里，榮休院長為本篤·瑪利亞·薩維·基亞內塔。